# Koeien in een stal; in de vier hoeken heksen
Koeien in een stal; in de vier hoeken heksen is een schilderij van de Zuid-Nederlandse schilder Roelant Savery in het Rijksmuseum in Amsterdam.

## Voorstelling
Het stelt het interieur voor van een oude, vervallen stal in een cirkelvormig kader. In de stal bevinden zich enkele koeien, een ram, een geit, enkele schapen en een slapende hond. Op de voorgrond is een boerin met lange, blonde vlechten bezig een koe te melken. Op de achtergrond staat een herder in de deuropening spelend op zijn schalmei. Op de stalvloer kruipen enkele kleine dieren, zoals een kikker en een hagedis. Boven in de stal vliegen enkele zwaluwen. Het is een vredige, pastorale voorstelling.

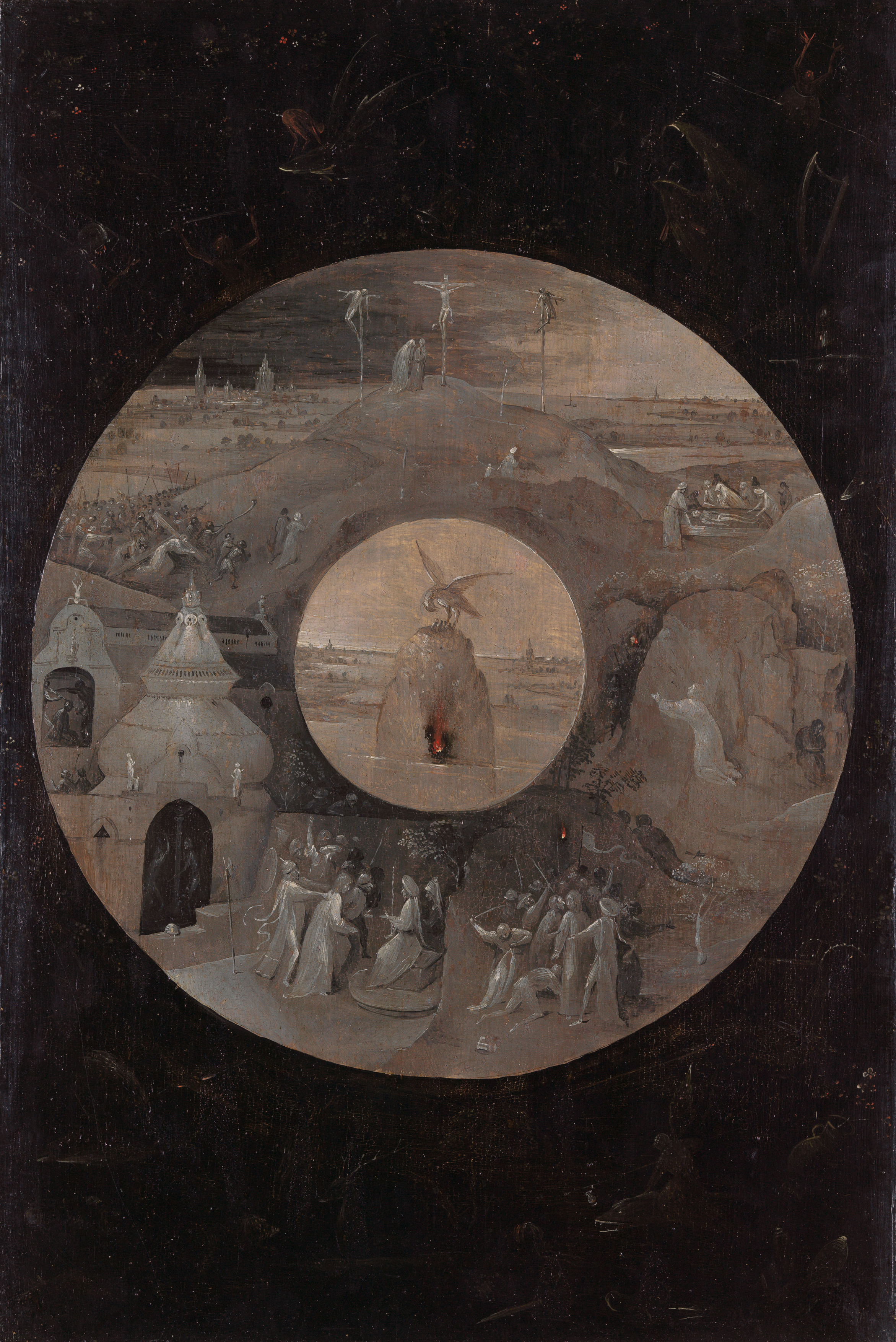
Jheronimus Bosch. Johannes de Evangelist op Patmos, achterzijde. 1489-1499. Berlijn, Staatliche Museen zu Berlin, Gemäldegalerie.

In de hoeken laat de schilder echter iets heel anders zien: vier heksen vliegend op monsters tegen een zwarte achtergrond. Sommige heksen en monsters spuwen vuur; andere monsters poepen vuur. De heks rechtsonder lijkt van haar monster te zijn gevallen. De koe in de stal linksonder schijnt naar een van de heksen te kijken, terwijl zij haar staart optilt en boven de heks urineert.
Schilderijen met een cirkelvormige hoofdvoorstelling met daaromheen een zwart veld met afbeeldingen van heksen, duivels en ander kwaad komen al bij Jheronimus Bosch voor, bijvoorbeeld op de achterzijde van zijn schilderij Johannes de Evangelist op Patmos. Volgens het bijgeloof in Savery's tijd bestonden heksen echt en waren zij in staat verderf te zaaien door (grote hoeveelheden) vee dood te toveren. De Duitse kunsthistoricus Kurt Müllenmeister zegt in de tentoonstellingscatalogus Roelant Savery in seiner Zeit (1576-1639) dat de heksen hier een 'apotropaeische functie' hebben en dat Savery ze afbeeldde om het kwaad af te weren. Dit laatste wordt door kunsthistorica Yvette Bruijnen verworpen.
Koeien in een stal is een van de eerste niet-religieuze afbeeldingen van een stalinterieur. Tot dan toe diende het stalinterieur in de schilderkunst vooral als achtergrond van bijvoorbeeld een Geboorte van Christus of een Aanbidding van de koningen. Stalinterieurs werden later in de 17e eeuw een geliefd onderwerp van schilders als Aelbert Cuyp, Paulus Potter en Isaac en Adriaen van Ostade.

## Herkomst
Het werk wordt op 7 oktober 1814 voor het eerst gesignaleerd op de verkoping van de collectie van G.H. Schregardus et al. bij veilingmeester A. van der Willigen in Haarlem (als ‘Een stal met beesten, waarin een boer zit te melken, hoog 12, breed 11.5 duim’). Het werd toen voor 18 gulden gekocht door C. Gerling. Tegen het jaar 1904 was in het bezit van de Holland Fine Art Gallery in Londen. Op 31 oktober 1905 werd het voor 157 gulden gekocht door het Rijksmuseum op de verkoping van de collectie van Adriaan Holzman [(1839-1905)], Van Baarle van Romunde, etc. bij veilinghuis C.F. Roos in Amsterdam.